# Вејверли (Вирџинија)
Вејверли (енгл. Waverly) град је у америчкој савезној држави Вирџинија. По попису становништва из 2010. у њему је живело 2.149 становника.

## Демографија
Према попису становништва из 2010. у граду је живело 2.149 становника, што је 160 (6,9%) становника мање него 2000. године.
| Група             | 2000.         | 2010.         |
| Белци             | 841 (36,4%)   | 640 (29,8%)   |
| Афроамериканци    | 1.426 (61,8%) | 1.392 (64,8%) |
| Азијати           | 1 (0,0%)      | 11 (0,5%)     |
| Хиспаноамериканци | 27 (1,2%)     | 83 (3,9%)     |
| Укупно            | 2.309         | 2.149         |